# Plumeria alba
Plumeria alba là một loài thực vật có hoa trong họ La bố ma. Loài này được L. miêu tả khoa học đầu tiên năm 1753.

## Hình ảnh

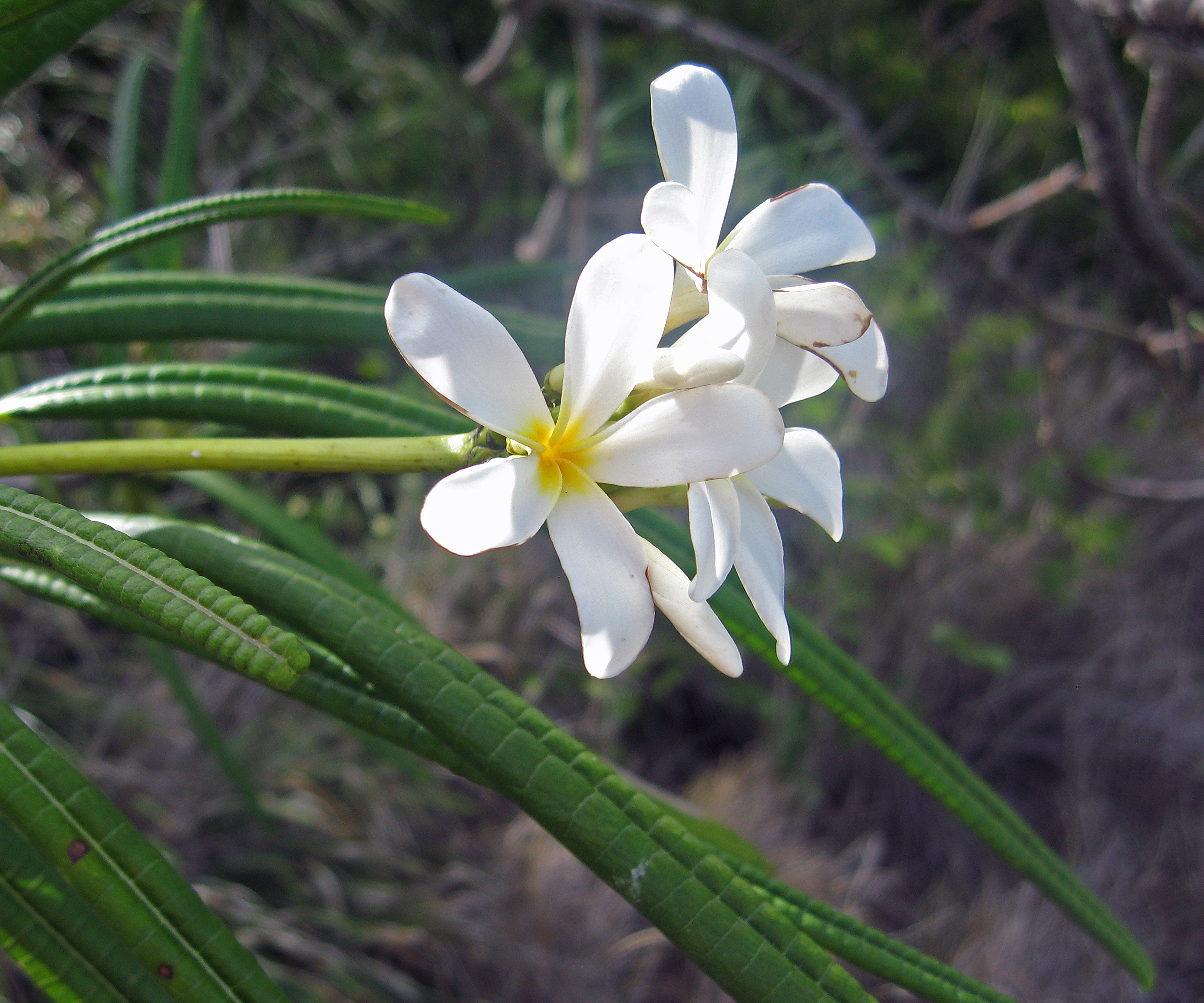
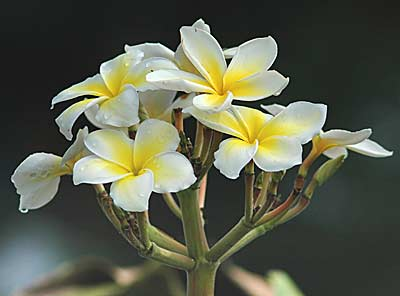
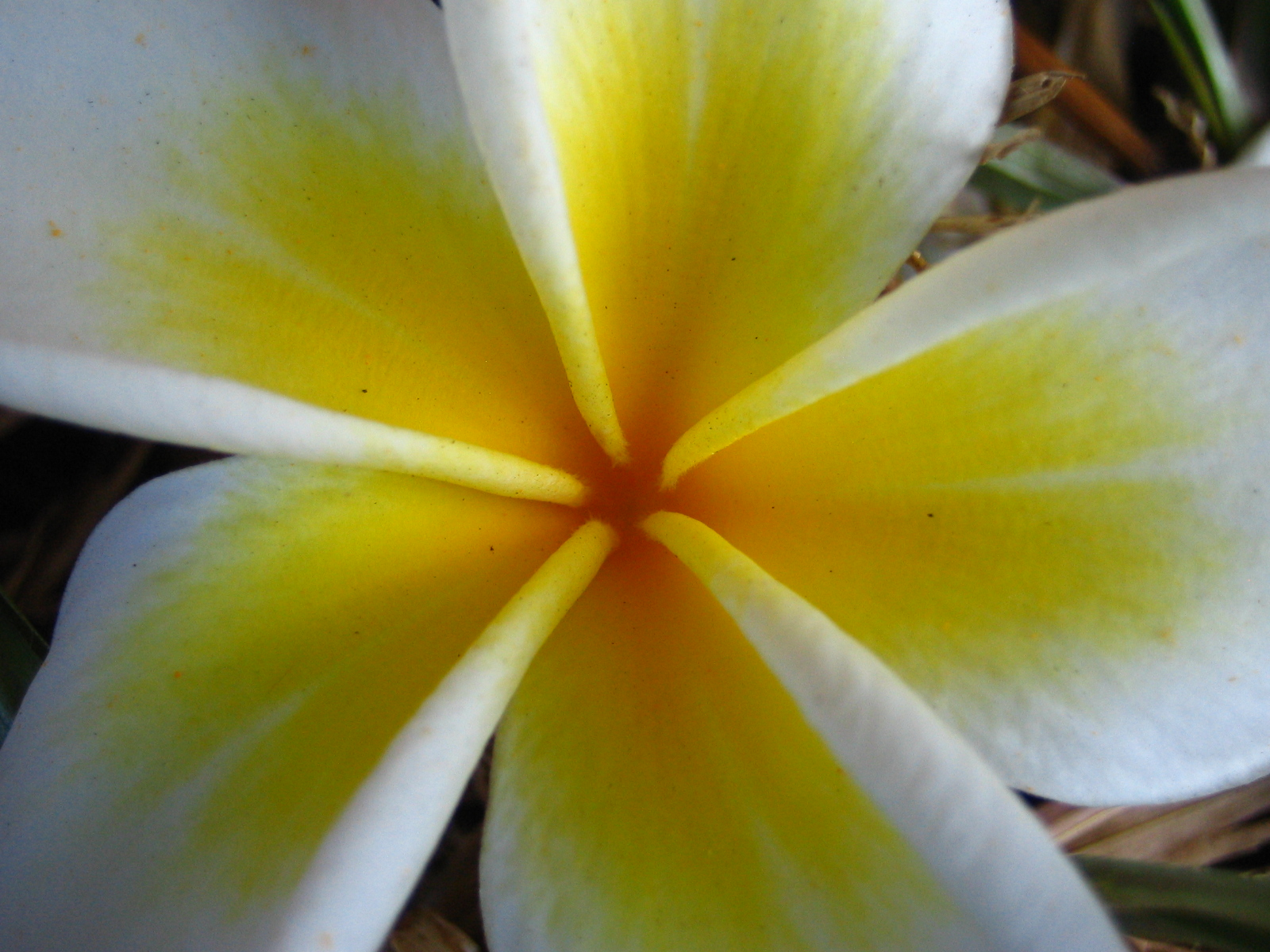
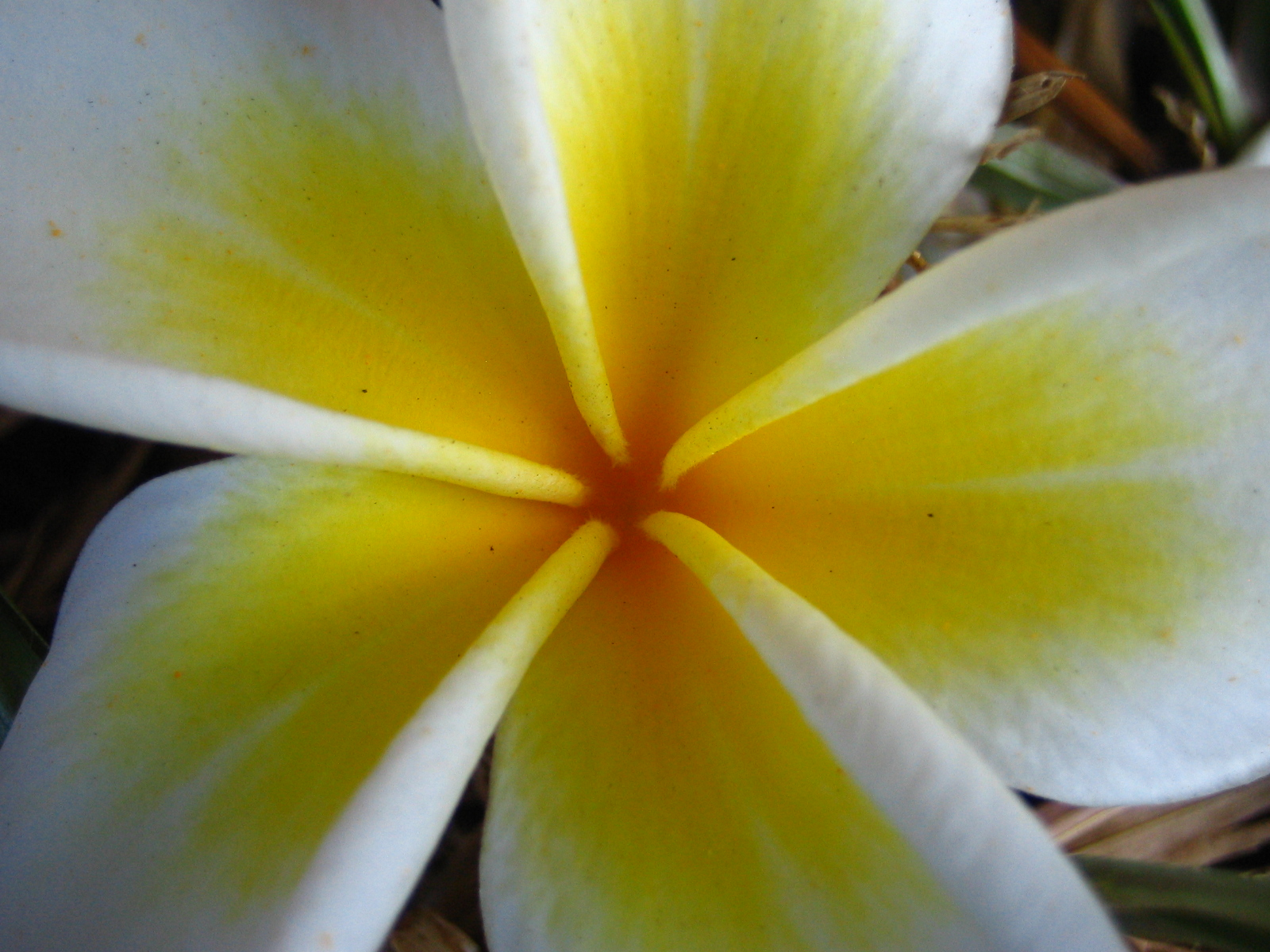